# Gezagsverhouding
Gezagsverhouding is een begrip dat in het Nederlandse arbeidsrecht gebruikt wordt als een van de criteria om vast te stellen of er een arbeidsovereenkomst bestaat tussen iemand die arbeid verricht en degene voor wie dat werk wordt gedaan. 
Die vaststelling is van groot belang in het fiscaal recht, want het bestaan van een arbeidsovereenkomst is van invloed op de heffing van inkomstenbelasting en loonbelasting. 
Het gaat hier om de gezagsverhouding tussen een mogelijke werknemer en een mogelijke inhoudingsplichtige (meestal werkgever). Zonder gezagsverhouding kan er geen sprake zijn van loon uit dienstbetrekking.

## Uitleg
Er is sprake van een gezagsverhouding indien:
- de inhoudingsplichtige de aard van de werkzaamheden bepaalt;
- de inhoudingsplichtige het recht heeft toezicht te houden op de uit te voeren werkzaamheden;
- de werknemer de arbeid persoonlijk moet verrichten.

Is er geen sprake van een gezagsverhouding dan kan er geen sprake zijn van loon uit dienstbetrekking. Mogelijk is er dan sprake van inkomsten uit overige werkzaamheden.

## Gezagsverhouding in het fiscaal recht

### De inhoudingsplichtige bepaalt de aard van de werkzaamheden
De inhoudingsplichtige bepaalt welke werkzaamheden de werknemer dient uit te voeren, maar ook waar, hoe en wanneer deze werkzaamheden uitgevoerd worden.

### De inhoudingsplichtige kan toezicht houden
Het houden van toezicht houdt de mogelijkheid voor de inhoudingsplichtige om de werknemer te controleren. Hierbij is het van belang dat de inhoudingsplichtige sancties kan opleggen in het geval dat de werknemer de taken niet naar behoren uitvoert. 
Overigens hoeft de inhoudingsplichtige de controle niet zelf uit te oefenen. Hij kan deze taak uitbesteden. Verder hoeft er slechts sprake te zijn van een mogelijkheid om te controleren. Wordt er niet gecontroleerd, maar is er wel de mogelijkheid om dit te doen dan is er sprake van 'latent gezag’.

### De werknemer moet de arbeid persoonlijk verrichten
Het persoonlijk verrichten van arbeid houdt in dat de werknemer zijn werkzaamheden niet aan een ander mag uitbesteden. Hij mag niet de mogelijkheid hebben om zich door een ander te laten vervangen. Een buschauffeur die de opdracht gekregen heeft om op een bepaalde lijndienst te rijden mag niet zonder toestemming iemand anders op deze lijn laten rijden.
Dit betekent niet dat er geen sprake kan zijn van een ‘pool van werknemers’. Hiervan is sprake als een groep werknemers wisselend bij bepaalde werkzaamheden wordt ingezet. Wat van belang is dat de inhoudingsplichtige uiteindelijk de taakverdeling binnen 'de pool' bepaalt.

## Gezagsverhouding in het arbeidsrecht
In het arbeidsrecht is de gezagsverhouding gerelateerd aan de arbeidsovereenkomst. Deze is als een bijzondere overeenkomst wettelijk geregeld in Boek 7 van het Burgerlijk Wetboek. Ook hier dient er sprake te zijn van een gezagsverhouding wil er sprake zijn van een dienstverband. 
Dit houdt in dat de werkgever bevoegd is aanwijzingen te geven aan de werknemer met betrekking tot de arbeid. Of de werkgever daadwerkelijk aanwijzingen geeft is minder relevant. Andersom is het niet zo dat wanneer de werkgever aanwijzingen kan geven, er sprake is van een arbeidsovereenkomst, denk aan de hierboven genoemde stage-overeenkomst.